# قمعية أرجوانية
القِمَعية الأرجوانية أو أصابع العذارى الشخصية أو ديجيتالس (باللاتينية: Digitalis purpurea) هو نوع نباتي يتبع جنس القِمَعية من الفصيلة الحملية. ويطلق عليه: قفار الثعلب، وقفار الثعلب المشترك، وقفار الثعلب الأرجواني أو قفار السيدة. هو نوع من النباتات المزهرة في عائلة الأبقار ذات النوع (بلانتاجيناسي)  يتوطن هذا النبات وينتشر في معظم أنحاء أوروبا ذات المناخ المعتدل، ويتم نقلها وزراعتها في أجزاء من أمريكا الشمالية وبعض المناطق المعتدلة الأخرى. تعد هذه النباتات معروفة جيدًا كمصدر لدواء القلب الديجوكسين (ديجوكسين) وتسمى أيضًا (ديجيتاليس Digitalis  أو ديجيتالين Digitalin).

## الوصف
القِمَعية الأرجوانية هو نبات عشبي مُعمر أحيانًا ومعمر بأمد قصير نسبيًا أحيانًا أخرى. أوراقه مرتبة بشكل جانبي وبسيط يبلغ طولها بين 10- 35 سم واتساعها بين 5-12 سم، ومغطاة بشعر أبيض غامق، ذات ملمس صوفي. تشكل النبتة ورودًا ضيقةً على مستوى الأرض في السنة الأولى.
تنمو الجذع المزهرة في السنة الثانية عادةً لتصل طولًا إلى ما يقرب من 1-2 مترًا.
يتم ترتيب الزهور على شكل عقد طرفية وممتدة. وتكون ذات لون أرجواني عادة، ولكن بعض النباتات خاصة تلك المستزرعة قد تكون زهورًا ذات لون وردي، أو أصفر أو أبيض. أما ما يتعلق بالسطح الداخلي لأنبوب الزهرة فيكون منقطًا بشكل كبير. تبدأ فترة الإزهار في أوائل الصيف، وأحيانًا مع أزهار إضافية تظهر في وقت لاحق من الموسم.
أما الثمرة فهي عبارة عن كبسولة تنقسم عند النضج لإطلاق العديد من الزهور الصغيرة البالغة من الطول ما نسبته 0.1-0.2 ملم.

## السُمّية
تكون أوراق وزهور وبذور هذا النبات سامةً للبشر، وبعض الحيوانات ويمكن أن تكون قاتلةً إذا تم تناولها، وذلك بسبب وجود ديجوكسين وهو عبارة عن مركب غلايكوسايد (غليكوسيد).
يستخلص الديجيتوكسين من الأوراق، وكان ويليام ويثرينغ (William Withering) أول من قام بوصفه علاجًا سريريًا لفشل القلب الاحتقاني، ولا يزال علاجًا سريريًا ناجحًا لفشل القلب. وكان قد لاحظ أنه يخفض داء الاستسقاء (دروبسي dropsy) ويزيد تدفق البول، وله تأثير قوي على عضلة القلب. وعلى عكس الأشكال الدوائية النقية، فمستخلصات هذه النباتات لا تسبب عادة التسمم؛ وذلك لأنها تسبب الغثيان والقيء في غضون دقائق من الابتلاع وتمنع المريض من استهلاك المزيد من النبات فلا يوصل للسمية.
السموم الرئيسية في سلالات الديجيتاليس نوعان من «الغلايكوسيدات» القلبية المتماثلة كيميائيًا: ديجوكسين، وديجوكسين (ديجوكسين). وكبعض «غلايكوسيدات» القلب الأخرى، فهذه السموم تعمل تأثيرها عن طريق تثبيط نشاط «أدينوسين ثلاثي الفوسفات آز» (إنزيم الأدينوسين ثلاثي الفوسفات) من مجموعة البروتينات الغشائية التي تشكل مضخة «الصوديوم البوتاسيوم» إنزيم الأدينوسين ثلاثي الفوسفات(Na+/K+ - ATPase). وتثبيط هذا المركب يسبب ارتفاع الصوديوم والبوتاسيوم في الخلايا، مما يؤدي إلى زيادة قوة تقلصات عضلة القلب. من ناحية أخرى، بضبط الجرعة المعطاة فإن سمّية الديجيتاليس يمكن أن تسبب نبض القلب بقوة أكبر. ومع ذلك، يعد «الديجيتوكسين» و«الديجوكسين»  والعديد من «غلايكوسيدات» القلب الأخرى مثل «أوباين» (ouabain) تحدث استجابات كبيرة بتغييرات طفيفة من الجرعة، أي أن زيادات دقيقة في جرعة هذه الأدوية يمكن أن تنقل التراكيز العلاجية غير السامة إلى التراكيز السامة بشكل سريع.
ومن الأعراض الماثلة عند حدوث تسمم القِمَعية الأرجوانية: انخفاض معدل النبض، والغثيان، والقيء، وعدم انتظام ضربات القلب مما قد يؤدي إلى السكتة القلبية ثُمً الموت.

## الموئل والانتشار
موطنها الأصلي المغرب العربي وبعض مناطق غرب أوروبا وشمالها. يزرع أيضا في كثير من مناطق أوروبا.

## مرادفات للاسم العلمي
- (باللاتينية: Digitalis minor L.)
- (باللاتينية: Digitalis purpurea var. tomentosa (Hoffmanns. & Link) Brot.)

## الوصف النباتي
نبات عشبي ثنائي الحول.